# کوه آیزن
کوه آیزن (به انگلیسی: Mount Eisen) یک کوه در ایالات متحده آمریکا است که در شهرستان تولار، کالیفرنیا واقع شده‌است. کوه آیزن ۳٬۷۱۴٫۰۳ متر بالاتر از سطح دریا واقع شده‌است.